# Lípa v Odolenovicích
Lípa v Odolenovicích je památný strom, lípa velkolistá (Tilia platyphyllos), která roste na návsi v Odolenovicích, části města Krásné Údolí v okrese Karlovy Vary v Karlovarském kraji. Lípa bez původního vrcholu koruny má válcovitý dutý kmen zakončený komínovým otvorem v místě, kde se kdysi vrchol vylomil. Zbytkovou korunu doprovází koruna sousedního jasanu. V době vyhlášení památným stromem bylo jeho stáří odhadováno na 300 let. Měřený obvod kmene činí 495 cm, výška stromu je 18 m (měření 2013, resp. 2014). Za památný byl strom vyhlášen v roce 1996 pro své stáří, významný vzrůst a jako historicky důležitý strom.

## Stromy v okolí
- Chodovský buk
- Buky nad Bečovem
- Lípy u fary v Bečově
- Lípy u kostela v Přílezech
- Jabloň u Českého Chloumku